# Tên gọi dân cư
Một tên gọi dân cư (Tiếng Anh: demonym/ˈdɛmənɪm/; từ tiếng Hy Lạp δῆμος, dêmos,  "người, nhân dân" và όνομα, ónoma, "tên") là một từ đồng nhất hóa người dân hoặc người địa phương của một địa điểm cụ thể, được bắt nguồn từ chính tên của địa điểm đó.
Các ví dụ về tên gọi dân cư gồm: người Hà Nội để nói về một người đến từ thành phố Hà Nội; French (người Pháp) để nói về một người đến từ nước Pháp (France); và Swahili (người Swahili) để chỉ một người đến từ bờ biển Swahili.
Tên gọi dân cư không phân biệt một cách rõ ràng nơi xuất xứ hoặc địa điểm của sắc tộc với nơi ở hoặc quyền công dân, và nhiều tên gọi dân cư bị trùng với tên sắc tộc (hay tộc danh, ethnonym) đối với nhóm thống trị dân tộc của một khu vực. Tức là, một người Thái có thể là một cư dân hay công dân của Thái Lan thuộc bất cứ dân tộc nào, và cũng có thể là một thành viên của dân tộc Thái ở Thái Lan.
Ngược lại, một vài nhóm người có thể có nhiều tên gọi dân cư. Ví dụ: một người sinh sống ở Anh có thể được gọi là "a British person", "a Briton" hoặc, một cách không chính thức là "a Brit". Trong nhiều ngôn ngữ, một tên gọi dân cư có thể được mượn từ một ngôn ngữ khác như một biệt danh hoặc tính từ mô tả cho một nhóm người. Ví dụ: "Québécois(e)" được dùng phổ biến để chỉ người sinh sống ở Quebec (mặc dù có thể dùng "Quebecker").

## Từ nguyên
Cụm từ gentilic có nguồn gốc từ chữ Latinh gentilis ("của một thị tộc, hoặc gia tộc") và hậu tố tiếng Anh -ic. Cụm từ demonym bắt nguồn từ tiếng Hy Lạp có nghĩ là "quần chúng, người dân" (δῆμος, demos) với hậu tố nghĩa là "tên" (-onym)..
Hội Địa lý Quốc gia Hoa Kỳ cho rằng cum từ "demonym" là từ một biên tập viên của Merriam-Webster là Paul Dickson trong một tạp chí gần đây từ năm 1990. Từ này không xuất hiện như là một danh từ, tính từ hay động từ được dẫn xuất từ tên địa lý trong cuốn Từ điển Merriam-Webster Collegiate và cũng không ở trong các cẩm nang biên soạn đáng chú ý chẳng hạn như Cẩm nang biên soạn Chicago (Chicago Manual of Style). Về sau, nó được phổ cập mà trong trường hợp này là vào năm 1997 bởi Dickson trong cuốn Labels for Locals của anh ấy. Tuy nhiên, trong cuốn What Do You Call a Person From...? A Dictionary of Resident Names (ấn bản đầu tiên của Labels for Locals) Dickson cho rằng cụm từ này là từ George H. Scheetz, trong cuốn Names' Names: A Descriptive and Prescriptive Onymicon (1988) của anh ấy, quyển sách mà rõ ràng là nơi cụm từ lần đầu xuất hiện. Cụm từ có lẽ đã được dựa trên từ demonymic, vốn được Từ điển tiếng Anh Oxford định nghĩa là tên của một công dân Athenian theo như deme mà các công dân thuộc về, với lần sử dụng đầu tiên là vào khoảng năm 1893.

## Sử dụng
Hầu hết những người bị thực dân châu Âu tiếp quản không có tên gọi dân cư. Ngoài ra, họ có thể có tên gọi dân cư mang tên quốc gia của họ. Tên gọi dân cư này bao gồm Aztec, Iroquois và Séc. Giải thích cho sự xuất hiện này là các hình thức ngôn ngữ của những người này không bao giờ được sử dụng bởi người Anh. Sử dụng quốc gia để chứng minh Séc dùng để gọi tiếng Séc là Čeština, Cộng hòa Séc trong tiếng Séc được gọi là Česko republika và người Séc gọi là eši. Ngoài ra, thuật ngữ người Mỹ cũng có vấn đề vì nó được sử dụng cho những người sống ở Mỹ cũng như những người sống ở Bắc Mỹ và Nam Mỹ. Những người sống ở Bắc và Nam Mỹ sẽ dễ dàng được gọi là châu Mỹ, tuy nhiên, người ta cũng thường được xác định là người Mỹ.

## Tiếng Anh
Trong tiếng Anh, các tên gọi dân cư được viết hoa và thường giống với dạng tính từ của địa điểm, ví dụ như Egyptian (người Ai Cập, thuộc Ai Cập), Vietnamese (người Việt Nam, thuộc Việt Nam), hoặc Greek (người Hy Lạp, thuộc Hy Lạp). Có một số ngoại lệ đáng chú ý. Ví dụ: dạng tính từ của Tây Ban Nha (Tây Ban Nha) là "Spanish" (thuộc Tây Ban Nha), nhưng tên gọi dân cư lại là "Spaniard" (người Tây Ban Nha).
Tiếng Anh thường sử dụng các tên gọi dân cư quốc gia, chẳng hạn như "Ethiopian" hoặc "Guatemalan", trong khi ít khi sử dụng tên gọi dân cư địa phương, chẳng hạn như "Chicagoan", "Okie", hay "Parisian". Nhiều tên gọi dân cư địa phương hiếm khi được dùng và ở nhiều nơi – đặc biệt là các thành phố và thị trấn nhỏ hơn – đều hoàn toàn không có một tên gọi dân cư được chấp nhận và sử dụng phổ biến.

### Tiếp tố
Một số yếu tố ngôn ngữ học được sử dụng để tạo ra các tên gọi dân cư trong tiếng Anh. Cách phổ biến nhất là thêm một hậu tố vào cuối tên địa điểm, có thể được sửa đổi một chút trong một số trường hợp. Chúng có thể giống với hậu tố trong tiếng Latinh cổ đại, ngữ tộc Semit, ngữ tộc Celt, hoặc ngữ tộc German.
Đuôi "-ese" thường chỉ được dùng như một tính từ hoặc để chỉ toàn bộ. Vì thế, "a Vietnamese person" thường hay được dùng hơn "a Vietnamese". Thường được dùng cho các địa điểm nói tiếng Pháp và các địa điểm ở Đông Á, từ hậu tố đọc giống tiếng Pháp -ais(e) – thứ bắt nguồn từ đuôi tính từ tiếng Latinh là -ensis – chỉ rõ nguồn gốc của địa điểm: vậy nên có Hispaniensis (Spanish), Danensis (Danish), vân vân.

## Tiếng Việt
Tên gọi dân cư trong tiếng Việt được tạo ra bằng cách thêm chữ "người" vào trước tên địa lí.

## Nhầm lẫn
Hiện nay từ demonym chưa được dịch chuẩn trong Google Dịch, nó thường hay dịch nhần từ này sang tiếng Việt thành "con quỷ" hoặc "ác quỷ".